# 岳凌霜
岳凌霜（1531年—1623年），字子肅，號雨泉，直隸真定府趙州高邑縣人，民籍。

## 生平
治《詩經》，十月初三日生，行三，由縣學生中式順天府鄉試第一百七名舉人，會試中式第三百五十七名，年三十五歲中式嘉靖四十四年乙丑科第三甲第二百九十一名進士。通政司观政，四十五年十月初授池州府推官，丁母喪，隆慶四年（1570年）四月服除补任莱州府推官。万历元年（1573年）八月擢户部主事，五年二月升员外郎，六年二月升郎中，八年五月升陕西甘州副使。万历十一年二月，由陕西副使升为本省苑马寺卿。十一月，甘肃巡抚王璇疏劾先任西宁道副使岳凌霜贪纵残虐。吏部覆：凌霜自任副使，多称其贤，行巡按御史查勘具奏。从之。十三年二月，勒苑马寺卿岳凌霜冠带闲住。家居後，布衣蔬食，闭门读书。又入山深居，绝迹城市者三十余年，本地县令仰其高风，屡次造门不得一见，卒年九十三。

## 家族
曾祖岳著；祖岳和；父岳山，累赠郎中；母柳氏，累赠宜人。慈侍下，妻張氏，兄凌雲（庠生）；凌漢。